# Alvarmalmätare
Alvarmalmätare, Eupithecia orphnata är en fjärilsart som beskrevs av Wilhelm Petersen 1909. Alvarmalmätare ingår i släktet Eupithecia och familjen mätare, Geometridae. Enligt den finländska rödlistan är arten sårbar i Finland. Enligt den svenska rödlistan är arten sårbar, VU även i Sverige. Arten förekommer sällsynt längs svenska ostkusten från Blekinge till Uppland inklusive Öland och Gotland. Artens livsmiljö är strandängar vid Östersjön. En underart finns listad i Catalogue of Life, Eupithecia orphnata ferghanata Schütze, 1956.